# 스마트레일
주식회사 스마트레일(株式會社 ―)은 현재 공사 중이고, 오는 2020년 개통 예정인 부전-마산간 복선전철 전 구간 건설 및 운영을 맡은 대한민국의 기업이다.

## 주요 연혁
- 2010년 12월 24일: 회사 설립
- 2014년 6월 27일: 부전-마산간 복선전철을 착공하였다.

## 운영 노선
- 부전-마산간 복선전철
  - 역수: 7개
  - 기타: 수탁 건설 및 관리하는 역이나 사실상 한국철도공사 부산경남본부 구간이다.[3]

## 주요 업무내용
- 부전-마산간 복선전철 설계·시공 업무
- 부전-마산간 복선전철 역무 관리 및 선로 유지보수운영 업무

## 같이 보기
- 경전선
- 부전-마산간 복선전철
- 서울9호선운영
- 서울메트로9호선운영
- 이레일
- 서부광역철도
- 네오트랜스
- 경기철도
- 전라선철도
- 부산-김해경전철운영
- 가야철도